# أهليل قورارة
الاهاليل هي نوع من الموروث الثقافي 
بالصحراء الجزائري وهي عبارة عن المدح
```
[
2
]
```

## التعريف به

### التسمية
كان هذا النوع من الغناء منتشرا في منطقة تميمون وما جاورها، منذ القديم، وكان يعرف قبل الإسلام باسم أزنون ليحمل بعده الاسم الحالي أهليل. ويرى البعض أن هذه التسمية مشتقة من «أهل الليل» باعتبار أن هذا الغناء يؤدى في الليل، بينما ربطها البعض الآخر بالهلال، ويذهب آخرون إلى أن الكلمة جاءت من التهليل لله ومن عبارة «لا إله إلا الله». والأهليل هو عبارة عن نوع من الغناء الموروث بالصحراء الجزائرية. تتناول كلماته المغناة سير الصحابة والأولياء الصالحين  وهو ما جعل أحد المختصين يعتبره من الغناء الصوفي المستلهم من الطريقتين «التيجانية» و«القادرية» المنتشرتين في الجزائر ومنطقة المغرب العربي.

### الأداء
يشترك في أداء الأهليل النساء والرجال، وهم واقفون يرددون نفس الكلمات مع مرافقتها بالتصفيق الذي يتلاءم مع الألحان التي تدعم بحركات أجسادهم. ويؤدى من قبل فرق تتألف غالبا من سبعة منشدين يكونون في أماكن عامة أثناء الليل في المناسبات الدينية والأفراح أو عند زيارة مقامات الأولياء الصالحين. ويرى أحد الباحثين أن هناك نوعين من هذا الفن: يطلق على الأول اسم تقرابت، ويُؤدى جلوسا بآلات موسيقية خاصة في المناسبات الدينية، والثاني هو «أهليل» ويؤدى وقوفا باستعمال آلتي الناي والطبل.
ويرى الشاعر والباحث السعودي في الموروث الشعبي محمد عزيز العرفج أن طريقة الترديد والتصفيق في أهليل قورارة تشابه طريقة العرضة النجدية في منطقة نجد في وسط الجزيرة العربية وبالأخص فنّ القلطة الحجازية التي انتقلت إلى نجد، وأن الطرق الأخرى مثل التفاف الدائرة من قبل المشاركين ووجود شخص في الوسط يرتجل القصائد تشابه طريقة العرضة الجنوبية وخاصة في منطقة عسير جنوب غرب الجزيرة العربية وشمال تهامة.

## الآلات والكلمات
هناك عدة آلات يقع توظيفها في الأهليل هي: زمزاد، الطبلة،  وتمجا. أما الأشعار المغناة فإن كانت يطغى عليها القصائد الصوفية والدينية، فإنها تتناول أيضا موضوعات دنيوية مثل الحب والحرب والشهرة والكرامة والعطف  ومن أشهر أغانيه «النبي الأعظم»:
صلى الله على صاحب المقام الرفيع
والسلام على الطاهر الحبيب الشفيع
قدر الداعي والمدعي ومن هو سميع
قدر الشاري في السوق ومن جاء يبيع
قدر الطايع للحق رآه في أمره سميع
قدر ما قبضت اليد الكافلة بالجميع
قدر الحلفة والدوم والزرع والربيع
ويذكر الشاعر السعودي والباحث في الموروث الشعبي محمد عزيز العرفج أن الوزن الشعري السائد في ارتجال قصائد أهليل قورارة ومنه هذه القصيدة الذائعة الصيت تتوافق مع بحر المتدارك في الشعر الفصيح بزيادة تفعيله عليه وهي «فاعلن» التي تتكرر في وزنها، وأنها تتوافق مع الشعر النبطي في منطقة نجد حيث عرفت المنطقة النجدية هذا الوزن منذ القدم عن طريق الشاعر النجدي الشهير حميدان الشويعر الذي يعدّ أول من وزن عليه في الشعر الشعبي النجدي، كما أن قافيته المكررة لا يعرفها سوى سكّان جنوب اليمن في سواحل جنوب اليمن ويعرفونه باسم الشواني وكذلك الشبواني.

## من مأثورات التراث العالمي
أدرجت منظمة اليونسكو أهليل قورارة ضمن القائمة التمثيلية للتراث الثقافي اللامادي للبشرية التي تضم 90 من أبرز المأثورات اللامادية مثل أغنية "كوكيزي يا لوليزي". وصيانة لهذا التراث الغنائي انتظم في شهر جانفي 2008 المهرجان الأول بتيميمون. كما تمّ إطلاق جائزة لأحسن بحث أكاديمي حول هذا التراث الفني الأصيل وجائزة أخرى لجامع أكبر عدد من قصائد الأهليل.

## إشارات مرجعية
1. 1 2 3  مذكور في: القائمة التمثيلية للتراث الثقافي غير المادي للبشرية. معرف اليونسكو للتراث غير المادي: RL/00121. لغة العمل أو لغة الاسم: الإنجليزية.
2. ↑  أهليل أحد روائع التراث الإنساني نسخة محفوظة 26 ديسمبر 2017 على موقع واي باك مشين.
3. 1 2 3 4  "أهليل قورارة"•• تراث غنائي جزائري مهدد بالنسيان نسخة محفوظة 03 أكتوبر 2015 على موقع واي باك مشين.
4. 1 2 3 4 5 6 7 8  "الأهليل": ديوان شعري ضخم للإنسان الجنوبي في الجزائر نسخة محفوظة 03 أكتوبر 2015 على موقع واي باك مشين.
5. ↑  أهليل غرارة الجزائرية في كتاب عن التراث الثقافي غير المادي للبشرية نسخة محفوظة 16 ديسمبر 2019 على موقع واي باك مشين.

## مواضيع متعلقة
- قائمة التراث الثقافي اللامادي في الجزائر